# أليكس ماكليود
أليكس ماكليود (بالإنجليزية: Alex McLeod) هي مقدمة تلفزيونية أمريكية، ولدت في 21 ديسمبر 1968 في غالفستون في الولايات المتحدة.

## وصلات خارجية
- أليكس ماكليود على موقع IMDb (الإنجليزية)
- أليكس ماكليود على موقع قاعدة بيانات الفيلم (الإنجليزية)